# Manitoba Census Division No. 20
Die Census Division No. 20 in der kanadischen Provinz Manitoba gehört zur Parklands Region. Sie hat eine Fläche von 9869,5 km² und 9621 Einwohner (Stand: 2016). 2011 betrug die Einwohnerzahl 9952.

## Census Subdivisions
Im Folgenden die "Census Subdivisions" („Zensus-Untergliederungen“) der Division No. 20 mit Stand vom Census 2016.
- Division No. 20, Unorganized, North Part (Unorganized)
- Division No. 20, Unorganized, South Part (Unorganized)
- Minitonas-Bowsman (Municipality)
- Mountain (North) (Rural municipality)
- Mountain (South) (Rural municipality)
- Swan River (Town)
- Swan Valley West (Municipality)